# Liên Minh Huyền Thoại
Liên Minh Huyền Thoại (tiếng Anh: League of Legends, viết tắt: LMHT hoặc LoL), thường được gọi ngắn gọn là Liên Minh, là trò chơi điện tử thể loại đấu trường trận chiến trực tuyến nhiều người chơi (MOBA) được Riot Games  lấy cảm hứng từ bản mod Defense of the Ancients của Warcraft III: Frozen Throne, qua đó những người sáng lập của Riot Games đã tìm cách phát triển một trò chơi độc lập cùng thể loại. Trò chơi phát triển và phát hành miễn phí vào tháng 10 năm 2009 trên nền tảng Microsoft Windows và MacOS.
Mỗi trận đấu của Liên Minh Huyền Thoại đều được chia làm 2 đội chiến đấu với nhau theo cơ chế PvP, mỗi đội sẽ gồm có 5 người chơi bảo vệ một nửa bản đồ và tấn công một nửa còn lại. Người chơi trong trận đấu sẽ điều khiển một nhân vật, được gọi là "tướng", với những kỹ năng độc đáo và phong cách chơi độc nhất. Trong trận đấu, các tướng sẽ trở nên mạnh mẽ hơn bằng cách thu thập điểm kinh nghiệm, vàng và các vật phẩm để đánh bại đội đối phương. Ở chế độ chính (bản đồ Summoner's Rift) và một số chế độ khác, một đội sẽ được tính là thắng nếu phá hủy được nhà chính (Nexus) của đội đối thủ.
Liên Minh Huyền Thoại đã nhận được đánh giá chung tích cực; các nhà chấn chỉnh đã nhấn mạnh khả năng tiếp cận, thiết kế nhân vật và giá trị sản xuất của trò chơi. Tuổi thọ dài của trò chơi cũng đã dẫn đến việc xuất hiện các bài đánh giá lại với xu hướng tích cực hơn; các hành vi tiêu cực và lạm dụng trong trò chơi của người chơi sẽ bị chỉ trích ngay từ khi trận đấu bắt đầu, mặc dù vậy những hành vi này vẫn tồn tại bất chấp mọi nỗ lực khắc phục và giảm tối thiểu  của Riot. Vào năm 2019, Liên Minh Huyền Thoại thường xuyên đạt số lượng người chơi lớn với hơn 8 triệu người chơi cùng một thời điểm. Nhờ tính phổ biến và sự thành công của trò chơi mà Riot Games đã cho ra mắt các nội dung khác thể loại như video ca nhạc, truyện tranh, truyện ngắn, một series phim hoạt hình nổi tiếng (Arcane) và cùng với đó là một số trò chơi video dạng spin-off, bao gồm một phiên bản trên di động (Liên Minh Huyền Thoại: Tốc Chiến), trò chơi dạng thẻ bài (Huyền Thoại Runeterra)...
Liên Minh Huyền Thoại cũng thường xuyên được coi là bộ môn thể thao điện tử lớn nhất thế giới bởi hệ thống giải đấu lớn và chuyên nghiệp, bao gồm 12 giải đấu cho 12 khu vực. Thành tích tốt ở các giải đấu khu vực này sẽ là điều kiện để các đội có được quyền tham dự các giải đấu quốc tế, một trong số đó là Giải vô địch thế giới Liên Minh Huyền Thoại (giải đấu danh giá và lớn nhất của trò chơi này), lượng người xem của giải đấu này là cực kỳ lớn, năm 2019 đã có hơn 100 triệu người xem và đạt đỉnh cao nhất là 44 triệu người xem cùng lúc trong suốt thời gian diễn ra trận chung kết. Ngoài ra, các giải đấu khu vực và quốc tế cũng được phát sóng trên các trang web phát trực tiếp như Twitch, YouTube, Bilibili và trên kênh thể thao truyền hình cáp ESPN.

## Lối chơi
Liên Minh Huyền Thoại là một trò chơi đấu trường chiến đấu trực tuyến nhiều người chơi (MOBA), trong đó người chơi điều khiển một nhân vật được gọi là "tướng (champion)" với góc nhìn từ trên xuống. Tính đến  ngày 2 tháng 9 năm 2023, trò chơi đã có tổng cộng 175 vị tướng với các loại kỹ năng và lối chơi khác nhau. Trong suốt một trận đấu, các tướng sẽ tăng cấp bằng cách tích lũy điểm kinh nghiệm (XP) thông qua quá trình tiêu diệt kẻ thù. Ngoài ra, các vật phẩm trong cửa hàng có thể được mua để tăng sức mạnh cho tướng, các vật phẩm này đều được mua bằng vàng (một đơn vị tiền tệ trong trò chơi), người chơi có thể kiếm được vàng trong quá trình chơi bằng cách hạ gục tướng, lính, quái rừng hoặc các công trình phòng thủ của đội đối phương. Trong chế độ chơi chính (bản đồ Summoner's Rift), các vật phẩm được mua thông qua cửa hàng và chỉ có thể mua khi tướng đang ở bệ đá cổ. Mỗi trận đấu trong Liên Minh Huyền Thoại đều có tính duy nhất; cấp độ và vật phẩm sẽ không thể chuyển từ trận đấu này sang trận đấu khác.

### Summoner's Rift[9]

Bản đồ đặc trưng của một trận đấu: bản đồ Summoner's Rift. Các vạch vàng nhạt là các làn đường; các chấm bi xanh, đỏ là các công trình phòng thủ như Trụ, Nhà lính; vòng cung màu nhạt là căn cứ của hai đội; và góc tròn tô đậm là Nhà Chính Nexus cần phá hủy để giành chiến thắng. Vùng màu xanh lá lớn biểu thị đó là khu vực rừng, khu vực này gồm quái rừng. Khi tiêu diệt chúng sẽ cho người chơi điểm kinh nghiệm (XP) và các bùa lợi như Bùa Thấu Thị (tăng tốc độ hồi năng lượng), Bùa Tro Tàn (tăng tốc độ hồi máu ngoài giao tranh, đòn đánh thiêu đốt và làm chậm), Bùa lợi từ Rồng và Bùa lợi từ Baron Nashor.

Summoner's Rift là chế độ chơi phổ biến nhất của Liên Minh Huyền Thoại và thường là chế độ chính trong các giải đấu chuyên nghiệp. Chế độ này có một cơ chế xếp hạng bao gồm chín bậc: thấp nhất là Sắt và cao nhất là Thách Đấu. Hệ thống ghép trận sẽ xác định cấp độ, kỹ năng của người chơi để tạo ra các trận đấu với những người chơi có trình độ tương đương.
Mỗi trận đấu đều gồm có 10 người chơi, được chia thành 2 đội, các đội sẽ có chung một mục đích là phá hủy một công trình được gọi là "nhà chính (Nexus)" của đối phương để giành lấy chiến thắng. Nhà chính được đặt tại căn cứ của mỗi đội, ngay trước bệ đá cổ, được bảo vệ bởi người chơi và các công trình phòng thủ xung quanh (có tên gọi là "trụ bảo vệ"). Các nhân vật không phải người chơi (NPC) được gọi là "lính" được tạo ra từ nhà chính của mỗi đội và sẽ liên tục tiến về căn cứ của đối phương dọc theo ba làn đường: đường trên, đường giữa và đường dưới. Ngoài ra, tại căn cứ của mỗi đội còn có 3 nhà lính (inhibitors), việc phá hủy các nhà lính này sẽ khiến lính đồng minh mạnh hơn, đồng thời cho phép gây sát thương lên nhà chính của đối phương và hai trụ bảo vệ nó. Khu vực ở giữa các làn đường được gọi chung là "khu vực rừng (jungle)", là nơi sinh sống của các "quái vật rừng (monsters)", tương tự như lính, quái vật rừng sẽ hồi sinh trong một khoảng thời gian ngắn và sẽ cung cấp vàng, XP cho người chơi khi bị tiêu diệt. Ở khu vực sông ngay giữa bản đồ và các làn đường, tồn tại những con quái vật có sức mạnh vượt trội, được gọi là "quái khủng (epic monsters)" bao gồm các loại rồng, sứ giả khe nứt và Baron Nashor. Những con quái vật này thường yêu cầu nhiều người chơi hợp sức đánh bại và sẽ cung cấp bùa lợi cũng như vàng và kinh nghiệm cho đội tiêu diệt chúng.
Các trận đấu tại bản đồ Summoner's Rift sẽ có thời gian dao động từ 15 phút đến hơn một giờ. Mặc dù không có bất kỳ luật chơi nào liên quan đến việc chia đường, nhưng các quy tắc này đã dần được hình thành trong suốt quá trình phát triển của trò chơi: một người chơi đường trên, một người chơi đi rừng, một người chơi đường giữa và hai người chơi đường dưới. Trong đó, các người chơi ở các làn đường sẽ tiêu diệt lính để tích lũy vàng, XP (hành động này thường gọi là "farm") và cố gắng ngăn cản đối thủ làm điều tương tự. Riêng người chơi ở khu vực rừng, được gọi là "người đi rừng (jungler)", thay vì farm lính, họ sẽ farm quái rừng và khi đủ mạnh, họ sẽ tiến hành hỗ trợ đồng đội trên các làn đường.

### Các chế độ khác
Bên cạnh Summoner's Rift, Liên Minh Huyền Thoại còn có hai chế độ chơi vĩnh viễn khác: ARAM ("Tất cả đường giữa, tất cả lựa chọn tướng  ngẫu nhiên") là một chế độ 5v5 giống như Summoner's Rift, nhưng trên một bản đồ có tên là Vực Gió Hú, bản đồ này chỉ có một làn đường duy nhất, không có khu vực rừng và tướng sẽ được chọn ngẫu nhiên cho người chơi. Với kích thước nhỏ của bản đồ, người chơi phải cảnh giác trong việc tránh các kỹ năng của đối phương và nhịp độ của trận đấu trong chế độ cũng sẽ nhanh hơn.
Đấu Trường Chân Lý là một chế độ chơi chiến đấu tự động lấy cảm hứng từ chế độ chơi Auto Chess của Dota 2 được ra mắt vào tháng 6 năm 2019. Mỗi một trận đấu sẽ bao gồm 8 người chơi sử dụng các đơn vị được mua trong cửa hàng để chiến đấu với nhau. Mỗi người chơi được đại diện bởi các "linh thú", khởi đầu với 100 máu (20 đối với chế độ Xúc Xắc Điên Cuồng) và sau khi máu của linh thú về 0, người chơi sẽ lập tức kết thúc trận đấu. Đấu Trường Chân Lý cũng được phát hành trên nền tảng iOS, Android và có thể chơi liên thông được với Windows và macOS.
Ngoài ra, tùy theo các dòng sự kiện kể cả trong và ngoài trò chơi mà các chế độ đặc biệt cũng xuất hiện. Một trong số đó là chế độ Ultra Rapid Fire (URF) lần đầu xuất hiện và kéo dài trong hai tuần như một trò đùa Ngày Cá tháng Tư vào năm 2014. Trong chế độ này, các kỹ năng của tướng không tốn tài nguyên, giảm đáng kể thời gian hồi chiêu, tăng tốc độ di chuyển, giảm hồi máu và tấn công nhanh hơn. Một năm sau, vào tháng 4 năm 2015, Riot tiết lộ rằng họ sẽ không đưa chế độ này trở lại vì lo ngại về chi phí duy trì và những thiết kế mất cân bằng dẫn đến "tình trạng kiệt sức" cho người chơi. Nhà phát triển cũng cho biết chi phí liên quan đến việc duy trì và cân bằng URF là quá cao. Ngoài URF, trò chơi cũng có các chế độ tạm thời khác như: Một Cho Tất Cả (One for All) và Đột Kích Nhà Chính (Nexus Blitz); đối với chế độ Một Cho Tất Cả, các người chơi của cùng một đội sẽ được sử dụng một tướng đồng nhất, còn với Đột Kích Nhà Chính, người chơi sẽ tham gia vào một loạt các trò chơi nhỏ trên một bản đồ được thiết kế đặc biệt. Tất cả đều có chung một cơ chế giành chiến thắng duy nhất là phá hủy nhà chính của đối phương.

## Phát triển

### Trước phát hành

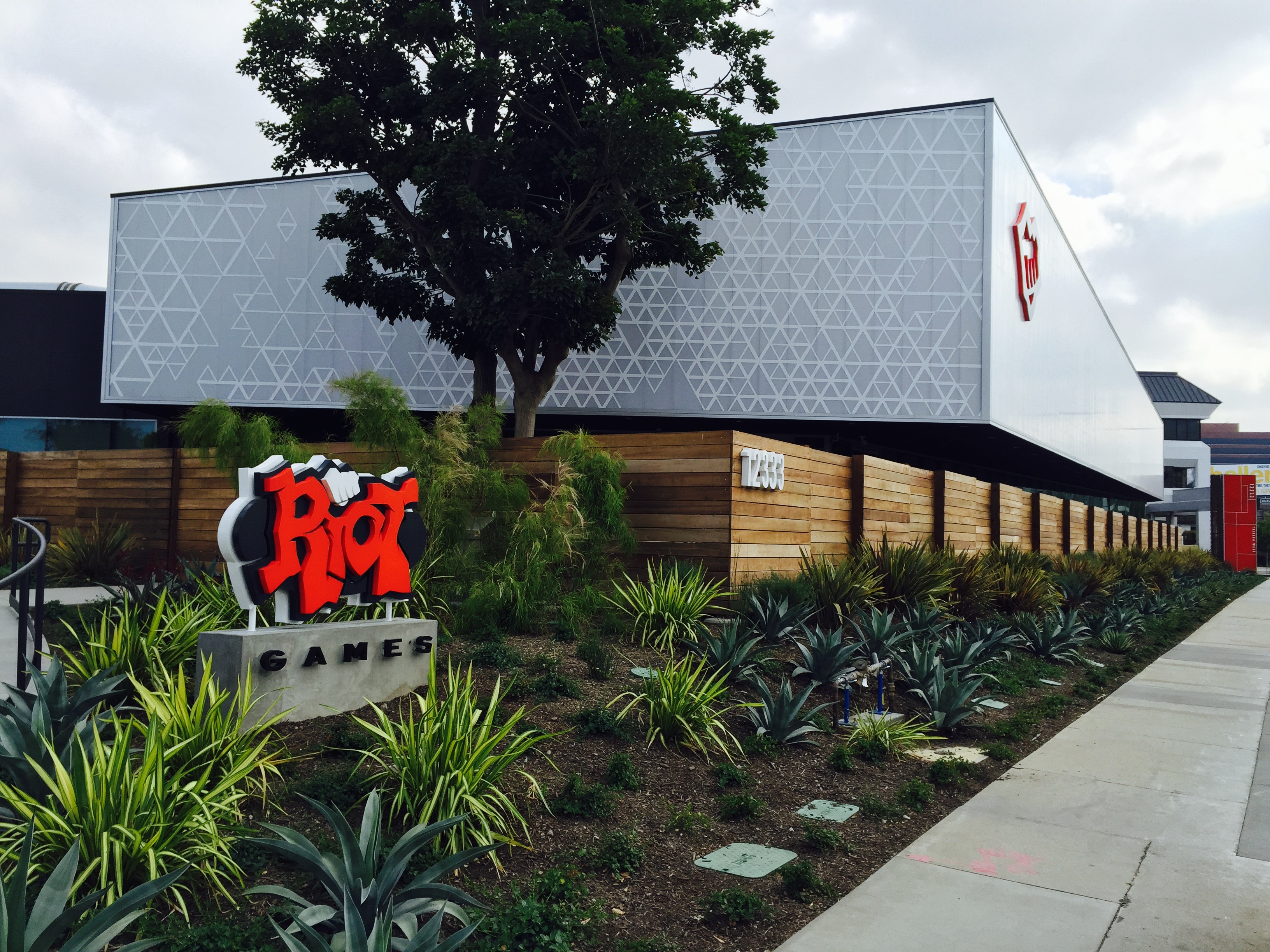
Trụ sở chính của Riot Games ở Tây Los Angeles (2015)

Những nhà sáng lập của Riot Games: Brandon Beck và Marc Merill đã lên ý tưởng về một trò chơi kế nhiệm cho Defense of the Ancients (DotA) - một bản mod của Warcraft III: Reign of Chaos, DotA yêu cầu người chơi phải mua Warcraft III và cài đặt phần mềm tùy chỉnh; Brian Crecente của tờ Washington Post cho biết bản mod "thiếu độ nổi bật và thường khó tìm kiếm và thiết lập". Phillip Kollar của Polygon cho biết rằng Blizzard Entertainment đã hỗ trợ Warcraft III bằng một gói mở rộng, sau đó họ chuyển trọng tâm sang các dự án khác trong khi trò chơi vẫn có người chơi. Vì vậy Beck và Merill đã tìm cách tạo ra một trò chơi với mong muốn sẽ hỗ trợ người chơi trong một thời gian lâu dài.
Beck và Merill đã tổ chức một giải đấu DotA dành cho sinh viên tại Đại học Nam California, với mục đích ngầm là tuyển dụng. Ở đó, họ gặp Jeff Jew (sau này là nhà sản xuất của Liên Minh Huyền Thoại), Jew đã rất quen thuộc với DotA và đã dành phần lớn thời gian của giải đấu để chỉ những người khác cách chơi. Beck và Merill đã mời Jew tham gia một cuộc phỏng vấn, và Jew đã gia nhập Riot Games với tư cách là một thực tập sinh. Sau đó họ cũng đã tuyển dụng thêm hai nhân vật có liên quan đến DotA là: Steve Feak, một trong những nhà thiết kế; và Steve Mescon, người điều hành một trang web chuyên hỗ trợ người chơi.
Vào năm 2007, một bản demo của Liên Minh Huyền Thoại đã được xây dựng trong công cụ trò chơi Warcraft III và được hoàn thành trong bốn tháng, sau đó được công bố tại Hội nghị các nhà phát triển trò chơi. Ở đó, Beck và Merill không mấy thành công với các nhà phát hành tiềm năng, các nhà phát hành đã bối rối trước một mô hình kinh doanh free-to-play và thiếu chế độ một người chơi của trò chơi. Mô hình free-to-play vẫn quá mới lạ vì chưa được thử nghiệm bên ngoài thị trường châu Á, nên họ chủ yếu quan tâm đến các gói bổ sung thường xuyên và tiềm năng của trò chơi cho các phần tiếp theo. Năm 2008, Riot đã đạt được thỏa thuận với Tencent để công ty này đảm nhiệm việc phát hành trò chơi tại Trung Quốc.
Liên Minh Huyền Thoại được công bố vào ngày 7 tháng 10 năm 2008, dành cho nền tảng Microsoft Windows. Thử nghiệm beta kín bắt đầu vào tháng 4 năm 2009. Khi ra mắt bản beta, trò chơi đã có 17 vị tướng. Ban đầu Riot nhắm đến việc ra mắt chính thức trò chơi với 20 vị tướng nhưng sau đó họ đã tăng gấp đôi số lượng trước khi trò chơi được phát hành đầy đủ ở Bắc Mỹ vào ngày 27 tháng 10 năm 2009. Tên đầy đủ của trò chơi được công bố là League of Legends: Clash of Fates. Khi đó, Riot đã lên kế hoạch sử dụng phụ đề để báo hiệu khi nào có nội dung trong tương lai, nhưng họ cho rằng đó là một quyết định ngớ ngẩn và loại bỏ nó trước khi ra mắt.

### Sau phát hành
Liên Minh Huyền Thoại nhận được các bản cập nhật thường xuyên dưới dạng các "bản vá lỗi (patches)". Mặc dù các nhà phát triển trước đây đã sử dụng các bản vá lỗi để đảm bảo cho việc cân bằng của trò chơi, nhưng việc ra mắt các bản vá lỗi liên tục của Riot đã khiến nó trở thành một phần thiết yếu của Liên Minh Huyền Thoại. Vào năm 2014, Riot đã chuẩn hóa nhịp độ cập nhật trò chơi của họ thành khoảng hai hoặc ba tuần một lần.
Nhóm phát triển bao gồm hàng trăm nhà thiết kế trò chơi và nghệ sĩ. Năm 2016, nhóm âm nhạc có 4 nhà soạn nhạc toàn thời gian và một nhóm các nhà sản xuất âm thanh, tài liệu quảng cáo cho trò chơi. Tính đến  năm 2021, trò chơi đã có hơn 150 vị tướng, Riot Games cũng đã lên kế hoạch định kỳ đại tu hình ảnh và lối chơi của những vị tướng cũ, có kỹ năng và lối chơi lỗi thời. Mặc dù ban đầu trò chơi chỉ được phát hành cho Microsoft Windows, nhưng sau đó, vào tháng 3 năm 2013, phiên bản Mac của trò chơi cũng đã được ra mắt.

### Mô hình kinh doanh
Liên Minh Huyền Thoại sử dụng mô hình kinh doanh free-to-play. Nhưng trong trò chơi vẫn có một số mô hình kinh doanh khác - ví dụ: "trang phục (skins)" sẽ thay đổi diện mạo của tướng (có thể nhận được sau khi mua bằng một loại tiền tệ trong trò chơi được gọi là RP). Trang phục có 5 mức giá chính, dao động từ $4 đến $25. Đây là một loại hàng hóa ảo và chúng có tỷ suất lợi nhuận cao. Ngoài ra, hệ thống quay thưởng (loot box) đã tồn tại trong trò chơi từ năm 2016, đây là những "rương ảo" được gọi là "rương Hextech", bên trong chứa các vật phẩm ngẫu nhiên. Các rương này có thể được mua hoặc có được miễn phí với tốc độ chậm hơn bằng cách chơi trò chơi. Hoạt động này đã bị chỉ trích và được cho là một hình thức của "cờ bạc". Vào năm 2019, Giám đốc điều hành của Riot Games nói rằng ông hy vọng các loại hệ thống quay thưởng sẽ ít phổ biến hơn trong ngành công nghiệp trò chơi điện tử. Tháng 8 năm 2019, Riot cũng đã thử nghiệm một số các hình thức kinh doanh khác, họ đã công bố hệ thống "thần hỏa" có thể mua được bằng RP, hệ thống này đã bị chỉ trích rộng rãi vì có chi phí cao mà không mang lại nhiều lợi ích cho người chơi.
Năm 2014, nhà phân tích Teut Weidemann của Ubisoft cho biết chỉ có khoảng 4% người chơi trả tiền để mua vật phẩm - thấp hơn đáng kể so với tiêu chuẩn của ngành công nghiệp này từ 15 đến 25%. Ông cho rằng trò chơi chỉ mang lại lợi nhuận vì số lượng người chơi lớn. Năm 2017, Liên Minh Huyền Thoại đạt doanh thu 2,1 tỷ đô la Mỹ; vào năm 2018, con số giảm xuống còn 1,4 tỷ đô la Mỹ, nhưng vẫn là một trong những trò chơi có doanh thu cao nhất năm. Năm 2019, con số đã tăng lên 1,5 tỷ và 1,75 tỷ đô la Mỹ vào năm 2020. Ngoài ra, theo tạp chí Inc., người chơi đã chơi hơn 3 tỷ giờ mỗi tháng vào năm 2016.

### Cốt truyện
Trước năm 2014, người chơi tồn tại trong vũ trụ với tư cách là những nhà lãnh đạo chính trị hay còn gọi là "Triệu hồi sư (Summoners)", chỉ huy các vị tướng chiến đấu trên Đấu Trường Công Lý - ví dụ: Summoner's Rift - để ngăn chặn một cuộc chiến thảm khốc. Nhà xã hội học Matt Watson cho biết cốt truyện và bối cảnh không phù hợp với các chủ đề chính trị được tìm thấy trong các trò chơi nhập vai khác, và được trình bày dưới dạng rút gọn của chủ đề "thiện và ác". Trong quá trình phát triển ban đầu của trò chơi, Riot đã không có ý định thuê người viết, và các nhà thiết kế chỉ viết tiểu sử của tướng trong một đoạn ngắn.
Vào tháng 9 năm 2014, Riot Games đã xây dựng lại toàn bộ vũ trụ hư cấu của trò chơi, loại bỏ các triệu hồi sư ra khỏi cốt truyện để tránh việc bị "giới hạn sáng tạo". Luke Plunkett đã viết trong trang Kotaku rằng: mặc dù sự thay đổi này sẽ khiến những người hâm mộ cũ cảm thấy khó chịu, nhưng điều đó là cần thiết khi cơ sở là người chơi mới của trò chơi ngày càng tăng về quy mô. Ngay sau khi xây dựng lại, Riot đã thuê nhà văn Graham McNeill của Warhammer, cùng với những người kể chuyện và nghệ sĩ của Riot để tạo ra flavor text nhằm tăng thêm sự "phong phú" cho trò chơi, nhưng rất ít trong số này được coi là một phần của lối chơi thông thường. Thay vào đó, các tác phẩm đó cung cấp nền tảng cho việc mở rộng nhượng quyền thương mại sang các phương tiện khác, chẳng hạn như truyện tranh và các trò chơi điện tử phụ. Fields of Justice trong cốt truyện cũ cũng được thay thế bằng một bối cảnh hư cấu mới - một hành tinh có tên Runeterra. Cốt truyện mới tập hợp nhiều yếu tố từ kinh dị Lovecraftian, kiếm thuật truyền thống cho đến ma thuật giả tưởng.

### Phát hành tại Việt Nam
League of Legends được phát hành chính thức tại Việt Nam vào 12 giờ ngày 8 tháng 8 năm 2012 bởi Garena với tên gọi chính thức là Liên Minh Huyền Thoại. Trước đó 1 năm, khi chưa được cấp phép phát hành, trò chơi đã cập bến vào Việt Nam với tên gọi "Chiến Thần", được Garena công bố chính thức vào ngày 28 tháng 7 năm 2011 như một trò chơi nước ngoài được Việt hóa, sau đó tại World Cyber Games 2011 khu vực Việt Nam, trò chơi cũng trở thành một trong số các bộ môn được đưa vào thi đấu với tên đăng ký là DotA 2: Chiến Thần.
Ngày 9 tháng 11 năm 2022, Riot Games thông báo việc tiếp quản toàn bộ Liên Minh Huyền Thoại, Đấu Trường Chân Lý cùng với các hệ thống giải đấu tại khu vực Đông Nam Á và Đài Loan từ ngày 1 tháng 1 năm 2023. Theo đó, Riot sẽ trực tiếp phát hành Liên Minh Huyền Thoại tại khu vực Đông Nam Á, riêng hai khu vực Việt Nam và Đài Loan, sẽ do VNGGames và Taiwan Mobile đồng phát hành cùng với Riot Games.

## Đón nhận
Theo trang web tổng hợp đánh giá Metacritic, Liên Minh Huyền Thoại đã nhận được những đánh giá tích cực trong lần phát hành đầu tiên. Nhiều ấn phẩm ghi nhận giá trị chơi lại cao của trò chơi. Brian Crecente, người đánh giá của Kotaku đã rất ngưỡng mộ cách các vật phẩm làm thay đổi phong cách chơi của tướng. Quintin Smith của Eurogamer đồng tình và khen ngợi sự đa dạng và tương tác giữa các tướng trong đợt thử nghiệm. So sánh với Defense of the Ancients (DotA), Rick McCormick của GamesRadar+ nói rằng việc chơi Liên Minh Huyền Thoại là "một cuộc bỏ phiếu cho sự lựa chọn hơn là một cuộc sàng lọc".
Về nguồn gốc của trò chơi, những người đánh giá khác thường so sánh các khía cạnh của Liên Minh Huyền Thoại với DotA. Theo GamesRadar+ và GameSpot, Liên Minh Huyền Thoại sẽ cảm thấy quen thuộc với những ai đã từng chơi DotA. Thiết kế nhân vật sáng tạo và màu sắc sống động đã làm cho trò chơi có sự khác biệt so với các đối thủ cạnh tranh. Smith kết luận bài đánh giá của mình bằng cách nhận xét rằng: "cho dù không có nhiều chỗ cho sự tiêu cực, nhưng mục tiêu cải tiến DotA của Riot vẫn chưa thành hiện thực".
Mặc dù Crecente khen ngợi mô hình free-to-play của trò chơi, tuy vậy Ryan Scott của GameSpy cũng đã chỉ trích cách thức mở khóa các yếu tố chính của trò chơi, khiến cho những người chơi không nạp tiền gặp khó khăn với việc phải chơi đi chơi lại nhiều lần trong một khoảng thời gian rất dài chỉ để mở khóa những yếu tố đó, Ryan Scott gọi đó là điều không thể chấp nhận được trong một trò chơi có tính cạnh tranh. Nhiều trang web nhận xét trò chơi vẫn chưa được hoàn thiện. Một "gói bổ sung" của trò chơi đã được giới thiệu với mức giá 30 đô la; Kevin VanOrd của GameSpot chỉ ra rằng đây là một gói bổ sung không nên mua vì giá trị chỉ bao gồm 20 tướng, 4 ngọc bổ trợ và $10 tín dụng chưa thể sử dụng của một cửa hàng trong trò chơi sẽ được ra mắt trong tương lai. Trang web GameStar của Đức cũng cho biết rằng không thể sử dụng các vật phẩm và tính năng trong gói bổ sung đó vì cửa hàng của trò chơi vẫn chưa được ra mắt trong đợt thử nghiệm và từ chối thực hiện việc đánh giá đầy đủ. Steve Butts của IGN đã so sánh bản phát hành này với tình trạng tồi tệ của CrimeCraft được phát hành trước đó vào năm 2009; ông cho biết rằng các tính năng có sẵn trong phiên bản beta của Liên Minh Huyền Thoại đã bị xóa để kịp phát hành, ngay cả đối với những người mua thêm gói bổ sung. Người chơi phải mất nhiều thời gian tìm kiếm trận đấu một cách không cần thiết, với thời gian chờ quá dài. Ngoài ra, GameRevolution cũng đã đề cập đến những lỗi khó chịu trong trò chơi.
Một số bài đánh giá đã đề cập đến "tính toxic" trong giai đoạn ban đầu của trò chơi. Crecente đã viết rằng cộng đồng đã quá "thiển cận" và "than vãn" khi thua cuộc. Butts suy đoán rằng Liên Minh Huyền Thoại đã kế thừa số lượng lớn người chơi từ DotA, những người mang tiếng là có tính "thù địch" với những người chơi mới.

### Đánh giá lại

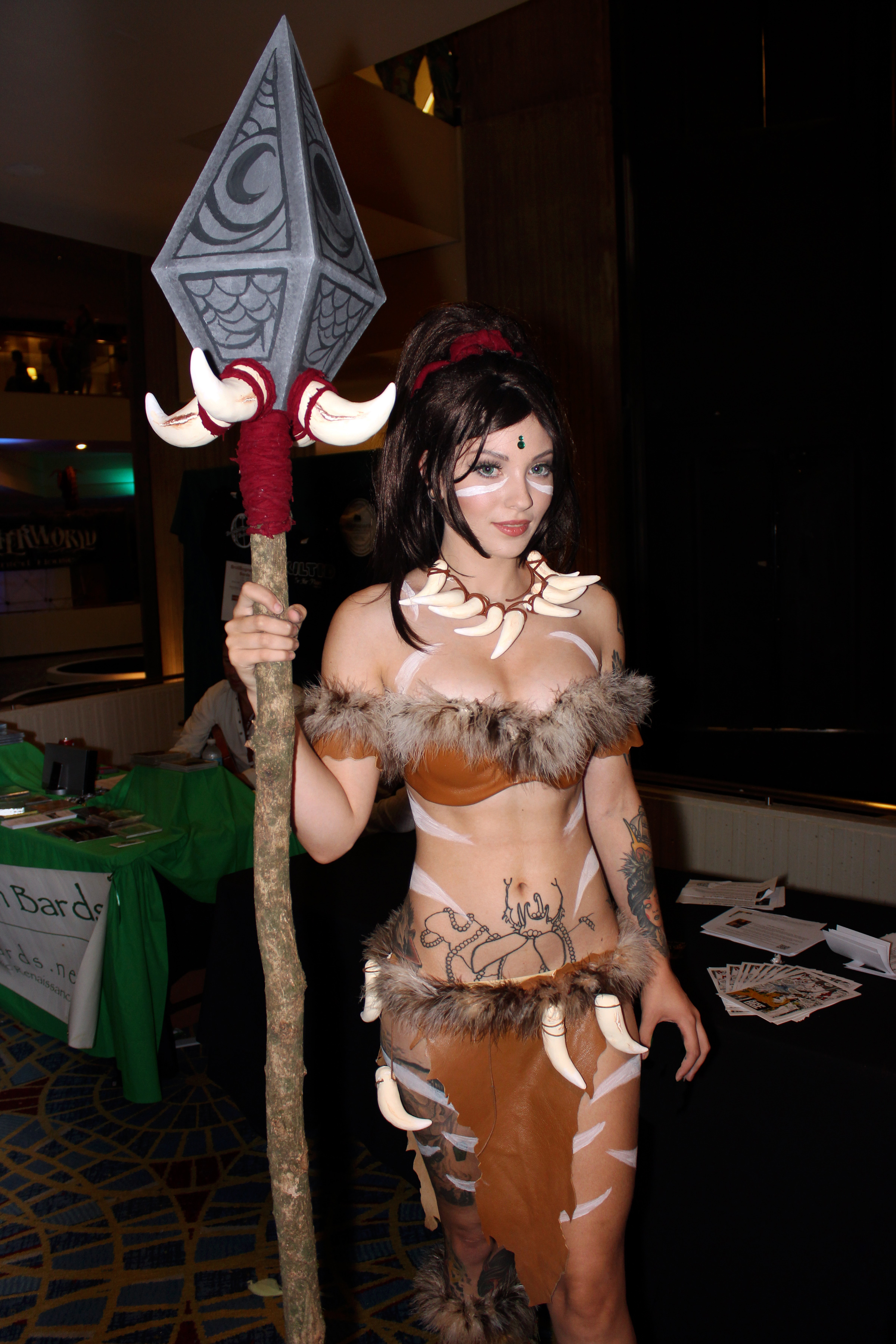
Fan cosplay vị tướng Nidalee của Liên Minh Huyền Thoại

Các bản cập nhật thường xuyên cho trò chơi đã dẫn đến việc trò chơi nhận được một số bài viết đánh giá lại; người đánh giá của IGN, Leah B. Jackson giải thích rằng bài đánh giá ban đầu của trang web đã trở nên "lỗi thời". Có hai trang web đã tăng điểm số ban đầu của họ là: GameSpot từ 6 lên 9, và IGN từ 8 lên 9,2.  Sự đa dạng của danh sách tướng trong trò chơi được Steven Strom của PC Gamer mô tả là "hấp dẫn"; Jackson còn chỉ ra những nhân vật với các kỹ năng "đáng nhớ". Mặc dù tại thời điểm mới ra mắt, các vật phẩm trong trò chơi đã được khen ngợi bởi Kotaku, nhưng bài đánh giá lại của Jackson đã chỉ trích sự thiếu đa dạng và khả năng tồn tại của nhiều vật phẩm, Jackson cũng chỉ ra rằng các vật phẩm được cửa hàng trong trò chơi đề xuất cho người chơi về cơ bản là bắt buộc vì sức mạnh của chúng.
Trong khi những người đánh giá khác hài lòng với phong cách chơi đa dạng được thể hiện bởi các vị tướng và kỹ năng của họ, Strom cho rằng các nhân vật nữ quá gợi cảm, giống với những nhân vật xuất hiện trong các bản sao của "Clash of Clans" vào năm 2018. Hai năm trước khi bài đánh giá của Strom xuất hiện, một nhà thiết kế tướng đã trả lời những lời chỉ trích của những người chơi với một vị tướng nữ, trẻ, kém hấp dẫn. Ông cho rằng việc giới hạn các tướng nữ trong một loại cơ thể là hạn chế và cho biết Riot đã đạt được nhiều tiến bộ trong các bản phát hành gần đây.
Các so sánh vẫn tồn tại giữa trò chơi với những trò chơi khác cùng thể loại. Tyler Hicks của GameSpot đã viết rằng những người chơi mới sẽ tiếp nhận Liên Minh Huyền Thoại nhanh hơn DotA và việc loại bỏ các kỹ năng mang tính ngẫu nhiên (kỹ năng định hướng) khiến trò chơi trở nên cạnh tranh hơn. Jackson mô tả cách thức mở khóa các tướng trong Liên Minh Huyền Thoại là "một hình mẫu của sự hào phóng", nhưng lại không bằng trò chơi được cho là phần tiếp theo của DotA (Dota 2 - 2013), do Valve sản xuất. Strom cho biết trò chơi có nhịp độ nhanh so với các trận đấu "buồn ngủ" của Dota 2, nhưng chậm hơn so với các trận đấu MOBA "giao tranh liên tục" như Heroes of the Storm (2015) của Blizzard Entertainment.

### Giải thưởng
Tại lễ trao giải Game Developers Choice Awards đầu tiên được tổ chức vào năm 2010, trò chơi đã giành được tổng cộng bốn giải thưởng lớn: Công nghệ trực tuyến, Thiết kế trò chơi, Trò chơi trực tuyến mới và Nghệ thuật thị giác tốt nhất. Tại Lễ trao giải Golden Joystick năm 2011, trò chơi đã giành được giải Trò chơi miễn phí hay nhất. Âm nhạc của trò chơi cũng đã giành được Giải Shorty, và được đề cử tại giải Hollywood Music in Media Awards.
Liên Minh Huyền Thoại cũng đã nhận được nhiều giải thưởng bởi những đóng góp cho thể thao điện tử. Theo đó, trò chơi đã được đề cử cho giải Trò chơi thể thao điện tử hay nhất tại The Game Awards vào năm 2017 và 2018, sau đó liên tục giành chiến thắng trong hai năm 2019 và 2020. Các sự kiện cụ thể do Riot Games tổ chức cho các giải đấu thể thao điện tử cũng đã được các lễ trao giải công nhận. Cũng tại The Game Awards, Riot đã giành được giải thưởng Sự kiện thể thao điện tử xuất sắc nhất cho Giải vô địch thế giới năm 2019 và 2020. Tại lễ trao giải Sports Emmy lần thứ 39 năm 2018, Liên Minh Huyền Thoại đã giành giải Thiết kế đồ họa trực tiếp xuất sắc cho Giải vô địch thế giới năm 2017 với hình ảnh "rồng ngàn tuổi", như một phần của thủ tục trước khi thi đấu, Riot đã sử dụng công nghệ thực tế tăng cường để có một con rồng do máy tính tạo ra bay ngang qua sân khấu.

## Hành vi của người chơi
Cộng đồng người chơi của Liên Minh Huyền Thoại nổi tiếng lâu đời về "tính toxic", với một cuộc khảo sát của Anti-Defamation League chỉ ra rằng 76% người chơi đã phải trải qua những sự quấy rối trong trò chơi. Riot Games đã thừa nhận vấn đề và trả lời rằng chỉ có một phần nhỏ người chơi của trò chơi là liên tục thực hiện các hành vi tiêu cực. Theo Jeffrey Lin, nhà thiết kế chính của hệ thống xã hội tại Riot Games cho biết: phần lớn các hành vi tiêu cực là do người chơi "thỉnh thoảng cảm thấy khó chịu trong khi chơi". Một số các biện pháp trừng phạt đã được triển khai để giải quyết vấn đề này. Một trong số đó là chức năng "tố cáo cơ bản", người chơi có thể tố cáo đồng đội hoặc đối thủ nếu họ vi phạm quy tắc đạo đức trong trò chơi. Trò chuyện (chat) trong trò chơi cũng được giám sát bằng các thuật toán để phát hiện một số loại hình lạm dụng. Ngoài ra, có một hệ thống khác là "tòa án" - những người chơi đáp ứng các yêu cầu nhất định có thể xem xét các phiếu tố cáo được gửi về Riot Games. Nếu có đủ người chơi xác định rằng phiếu tố cáo đó chỉ ra đúng vi phạm, một hệ thống tự động sẽ trừng phạt người chơi bị tố cáo. Lin nói rằng việc loại bỏ các hành vi tiêu cực là một mục tiêu không thực tế và không thể giải quyết triệt để được nên cần tập trung vào việc khen thưởng những hành vi tốt của người chơi. Để đạt được hiệu quả đó, Riot đã làm lại "hệ thống vinh danh" vào năm 2017, cho phép người chơi vinh danh đồng đội sau mỗi trận đấu, nếu họ thi đấu một cách tích cực. Và những phiếu vinh danh này sẽ làm tăng "cấp độ vinh danh" của người chơi, qua đó họ sẽ nhận được những phần thưởng xứng đáng.

## Trong thể thao điện tử

Toàn cảnh lễ khai mạc trận chung kết giải Giải vô địch thế giới 2018

Liên Minh Huyền Thoại là một trong những bộ môn thể thao điện tử có những giải đấu lớn nhất thế giới, được The New York Times mô tả là "điểm thu hút chính". Lượng người xem trực tuyến và trực tiếp trong các sự kiện thi đấu của trò chơi còn vượt trội hơn so với Giải bóng rổ nhà nghề Mỹ, World Series và Cúp Stanley vào năm 2016. Đối với trận chung kết của Giải vô địch thế giới năm 2019 và 2020, số lượng người xem cùng lúc tại một thời điểm cao nhất lần lượt là 44 và 45 triệu người. Harvard Business Review nói rằng Liên Minh Huyền Thoại là hình ảnh thu nhỏ cho sự ra đời của ngành công nghiệp thể thao điện tử.
Tính đến  tháng 4 năm 2021, Riot Games điều hành tổng cộng 12 giải đấu khu vực trên toàn thế giới, bốn trong số đó: LPL, LEC, LCK, và LCS là sử dụng hình thức nhượng quyền thương mại. Năm 2017, hệ thống này có 109 đội và 545 vận động viên. Các giải đấu thường được phát trực tiếp trên các nền tảng như Twitch và YouTube. Ở Bắc Mỹ, các trận đấu của giải đấu LCS được phát sóng trên truyền hình cáp bởi mạng thể thao ESPN. Tại Trung Quốc, quyền phát trực tiếp các sự kiện quốc tế như Giải vô địch thế giới và Mid-Season Invitational đã được bán cho Bilibili vào mùa thu năm 2020 với một hợp đồng ba năm với trị giá 113 triệu đô la Mỹ, trong khi quyền phát trực tuyến độc quyền cho các giải đấu trong nước và khu vực khác đều thuộc sở hữu của Huya Live. Những tuyển thủ chuyên nghiệp được trả lương cao nhất của Liên Minh Huyền Thoại có mức lương lên đến trên 1 triệu đô la - gấp ba lần mức lương của những tuyển thủ có mức lương cao nhất của Overwatch. Bối cảnh này đã thu hút sự đầu tư từ các doanh nhân không gắn bó với thể thao điện tử, chẳng hạn như vận động viên bóng rổ đã nghỉ hưu Rick Fox, người đã thành lập đội Echofox. Vào năm 2020, vị trí tham dự giải LCS của Echofox đã được bán cho tổ chức Evil Geniuses với giá 33 triệu đô la.

## Phương tiện truyền thông

### Trò chơi
Nhân dịp kỷ niệm 10 năm phát triển của Liên Minh Huyền Thoại, vào năm 2019, Riot Games đã công bố một số các trò chơi ở các giai đoạn sản xuất khác nhau có liên quan trực tiếp đến quyền sở hữu trí tuệ (IP) của Liên Minh Huyền Thoại.  Tại sự kiện này, một phiên bản độc lập của Đấu Trường Chân Lý cũng đã được công bố cho hệ điều hành di động iOS, Android và được phát hành vào tháng 3 năm 2020. Trò chơi có thể chơi liên thông đa nền tảng với Windows và macOS. Huyền Thoại Runeterra (Legends of Runeterra), một trò chơi dạng thẻ bài, ra mắt vào tháng 4 năm 2020 cho nền tảng Microsoft Windows, trò chơi gồm có các nhân vật trong đa vũ trụ Liên Minh Huyền Thoại. Cùng năm đó, vào tháng 10, Riot Games cho ra mắt Liên Minh Huyền Thoại: Tốc Chiến (League of Legends: Wild Rift) là phiên bản trò chơi dành cho hệ điều hành di động Android, iOS và các hệ máy console. Thay vì chuyển toàn bộ tài nguyên từ Liên Minh Huyền Thoại qua nền tảng mới, các mô hình nhân vật và môi trường của Tốc Chiến đã được xây dựng lại hoàn toàn. Trò chơi nhập vai một người chơi theo lượt - Ruined King: A League of Legends Story, được phát hành vào năm 2021 cho PlayStation 4, PlayStation 5, Xbox One, Xbox Series X/S, Nintendo Switch và Windows. Đây là tựa game đầu tiên được phát hành dưới quyền xuất bản của Riot Games cho Riot Forge, trong đó các studio không thuộc Riot phát triển trò chơi sử dụng các nhân vật trong Liên Minh Huyền Thoại. Vào tháng 12 năm 2020, Greg Street, phó chủ tịch IP và Giải trí của Riot Games thông báo rằng một trò chơi nhập vai trực tuyến nhiều người chơi dựa trên Liên Minh Huyền Thoại đã đang được phát triển. Ngoài ra, Song of Nunu: A League of Legends Story (được phát triển bởi Tequila Works - cha đẻ của Rime), một trò chơi phiêu lưu góc nhìn thứ ba xoay quanh cuộc tìm kiếm mẹ của Nunu, với sự giúp đỡ của Willump, đã được thông báo phát hành dự kiến vào năm 2022.

### Âm nhạc
Vào năm 2014, Riot Games cho ra mắt ban nhạc heavy metal ảo đầu tiên mang tên Pentakill, quảng cáo cho một dòng trang phục cùng tên. Pentakill bao gồm bảy vị tướng và âm nhạc của họ chủ yếu do nhóm nhạc nội bộ của Riot Games thực hiện và có sự góp mặt của tay trống Mötley Crüe Tommy Lee và Danny Lohner, cựu thành viên của ban nhạc rock công nghiệp Nine Inch Nails. Album thứ hai của Pentakill - Grasp of the Undying đã đạt vị trí số 1 trên bảng xếp hạng iTunes vào năm 2017.

Nhóm nhạc nữ ảo K/DA biểu diễn tại lễ khai mạc trận chung kết Giải vô địch thế giới 2018

Theo sau Pentakill là K/DA, một nhóm nhạc nữ K-pop ảo gồm bốn thành viên (Ahri, Akali, Evelynn, Kai'Sa). Cũng như Pentakill, K/DA là nhóm nhạc quảng cáo cho một dòng trang phục cùng tên. Đĩa đơn đầu tay của nhóm - "Pop/Stars", ra mắt tại Giải vô địch thế giới năm 2018, đã có hơn 550 triệu lượt xem trên nền tảng YouTube và thu hút sự quan tâm rộng rãi từ cả những người không biết đến Liên Minh Huyền Thoại. Sau hai năm gián đoạn, vào tháng 8 năm 2020, Riot Games đã phát hành "The Baddest" - đĩa đơn phát hành trước cho All Out - EP đầu tay của K/DA, gồm 5 ca khúc được phát hành vào tháng 11 năm đó.
Vào năm 2019, Riot đã tạo ra một nhóm hip hop ảo có tên True Damage, gồm các vị tướng: Akali, Yasuo, Qiyana, Senna và Ekko. Với các ca sĩ - Keke Palmer, Thutmose, Becky G, Duckwrth và Soyeon - đã trình diễn trực tiếp bài hát đầu tay của nhóm - "Giants" trong lễ khai mạc Giải vô địch thế giới năm 2019, kết hợp cùng với hình ảnh ba chiều của các vị tướng. Video ca nhạc quảng cáo trang phục trong trò chơi cũng có sự hợp tác từ hãng thời trang nổi tiếng Louis Vuitton.

### Truyện tranh
Năm 2018, Riot Games đã công bố hợp tác với Marvel Comics. Họ trước đây cũng đã thử nghiệm với việc phát hành truyện tranh thông qua trang web của mình. Shannon Liao của The Verge cho biết rằng truyện tranh là "cơ hội hiếm có để Riot thể hiện cốt truyện qua nhiều năm phát triển của mình". Bộ truyện đầu tiên được xuất bản có tên Liên Minh Huyền Thoại: Ashe - Chiến mẫu (League of Legends: Ashe - Warmother), ra mắt vào năm 2018; tiếp theo là Liên Minh Huyền Thoại: Lux (League of Legends: Lux) ra mắt trong cùng năm đó, và một ấn bản được phát hành vào năm 2019.

### Loạt phim hoạt hình
Trong một video kỷ niệm 10 năm phát triển của Liên Minh Huyền Thoại, Riot đã công bố một loạt phim hoạt hình truyền hình - Arcane, sản phẩm đầu tiên của công ty đối với thể loại truyền hình. Arcane là một nỗ lực hợp tác giữa Riot Games và xưởng hoạt hình Fortiche Production. Trong một cuộc phỏng vấn với The Hollywood Reporter, người đứng đầu bộ phận phát triển sáng tạo Greg Street cho biết loạt phim này "không phải là một chương trình nhẹ nhàng. Có một số chủ đề nghiêm túc mà chúng tôi đã thể hiện ở trong phim, vì vậy chúng tôi không muốn trẻ em theo dõi và mong đợi vào điều gì đó không đúng". Bộ phim lấy bối cảnh thành phố giả tưởng Piltover cùng với một thành phố chị em bị áp bức dưới lòng đất - Zaun, được ấn định sẽ phát hành vào năm 2020 nhưng đã bị trì hoãn bởi đại dịch COVID-19. Một năm sau đó, vào ngày 6 tháng 11 năm 2021, Arcane được công chiếu trên Netflix sau khi Giải vô địch thế giới năm 2021 kết thúc, và ra mắt thông qua Tencent Video tại Trung Quốc. Bộ phim đã nhận được sự hoan nghênh từ giới phê bình khi phát hành, với việc Rafael Motomayor của IGN đã hỏi rằng liệu bộ phim có đánh dấu sự kết thúc của "lời nguyền chuyển thể từ trò chơi điện tử" hay không. Phim có sự tham gia lồng tiếng của Hailee Steinfeld trong vai Vi, Ella Purnell trong vai Jinx, Kevin Alejandro trong vai Jayce và Katie Leung trong vai Caitlyn. Sau phần cuối cùng của mùa một, Riot Games cùng với Netflix đã thông báo mùa thứ hai của Arcane đang được phát triển và dự kiến sẽ ra mắt sớm nhất vào năm 2023.

### Trang chủ
- Website chính thức
- Liên Minh Huyền Thoại trên Youtube
- Liên Minh Huyền Thoại trên Facebook
- Liên Minh Huyền Thoại trên Instagram

### Trang web tham khảo
- Liên Minh Huyền Thoại là gì?
- Danh sách tướng trong Liên Minh Huyền Thoại
- Vũ trụ Liên Minh Huyền Thoại
- Thể thao điện tử Liên Minh Huyền Thoại